# Karánsebesi repülőtér
A karánsebesi repülőtér (IATA: CSB, ICAO: LRCS) (románul Aeroportul Caransebeș) Románia egyik repülőtere, az ország nyugati részén. 1,8 kilométerre fekszik a Krassó-Szörény megyei Karánsebestől észak-északkeletre. Az egykori katonai bázis Románia egyetlen olyan kereskedelmi repülőtere volt, ami nem egy nagyobb város közelében található.

## Légitársaságok és úti célok
A repülőteret jelenleg nem használja rendszeres járat. 1994-ben a TAROM felfüggesztette közvetlen járatát, amely a bukaresti Aurel Vlaicu nemzetközi repülőtérrel kötötte össze, majd 2002-ben egy magáncég vásárolta meg a repülőteret. Azóta a repülőtér nincs nyitva a nyilvánosság előtt, a Román Repülőklub használja, főleg kisgépes repülésre.